# Christian Röhl
Christian Röhl (* 28. Juni 1969 in Krefeld-Uerdingen) ist ein deutscher Jurist. Er ist seit dem 8. August 2018 Richter am Bundesgerichtshof.

## Leben und Wirken
Röhl war nach Abschluss seiner juristischen Ausbildung zwei Jahre als wissenschaftlicher Mitarbeiter an der Universität Erlangen-Nürnberg tätig. 1998 trat er in den Justizdienst des Freistaats Bayern ein und war zunächst bei der Staatsanwaltschaft Amberg tätig. 1999 bis 2001 war er an das Bundesministerium der Justiz abgeordnet. In dieser Zeit wurde er 1999 zum Staatsanwalt bei der Staatsanwaltschaft Amberg ernannt. 2001 wechselte er als Richter am Amtsgericht an das Amtsgericht Nürnberg. 2004 ging er als Richter am Landgericht an das Landgericht Nürnberg-Fürth. 2008 bis 2011 war Röhl als wissenschaftlicher Mitarbeiter an den Bundesgerichtshof abgeordnet. 2012 erfolgte seine Ernennung zum Richter am Oberlandesgericht in Nürnberg.
Das Präsidium des Bundesgerichtshofs wies Röhl zunächst dem vornehmlich für das Werkvertrags-, Handelsvertreter- und Zwangsvollstreckungsrecht zuständigen VII. Zivilsenat zu.